# 신우라야스역
신우라야스역(일본어: 新浦安駅)은 일본 지바현 우라야스시에 있는 철도역이다.

## 타는 곳
| 1·2 | 게이요 선                 | 가이힌마쿠하리・소가 방면                             |
| 1·2 | 무사시노 선으로 직결 운행 | 니시후나바시・신마쓰도・무사시우라와・후추혼마치 방면 |
| 3·4 | 게이요 선                 | 신키바・도쿄 방면                                     |

## 역세권 정보
- 도쿄 만

## 역사
- 1988년 12월 1일: 영업 개시.
- 2011년 3월 11일: 2011년 도호쿠 해안 대지진으로 피해를 입음.

## 사진

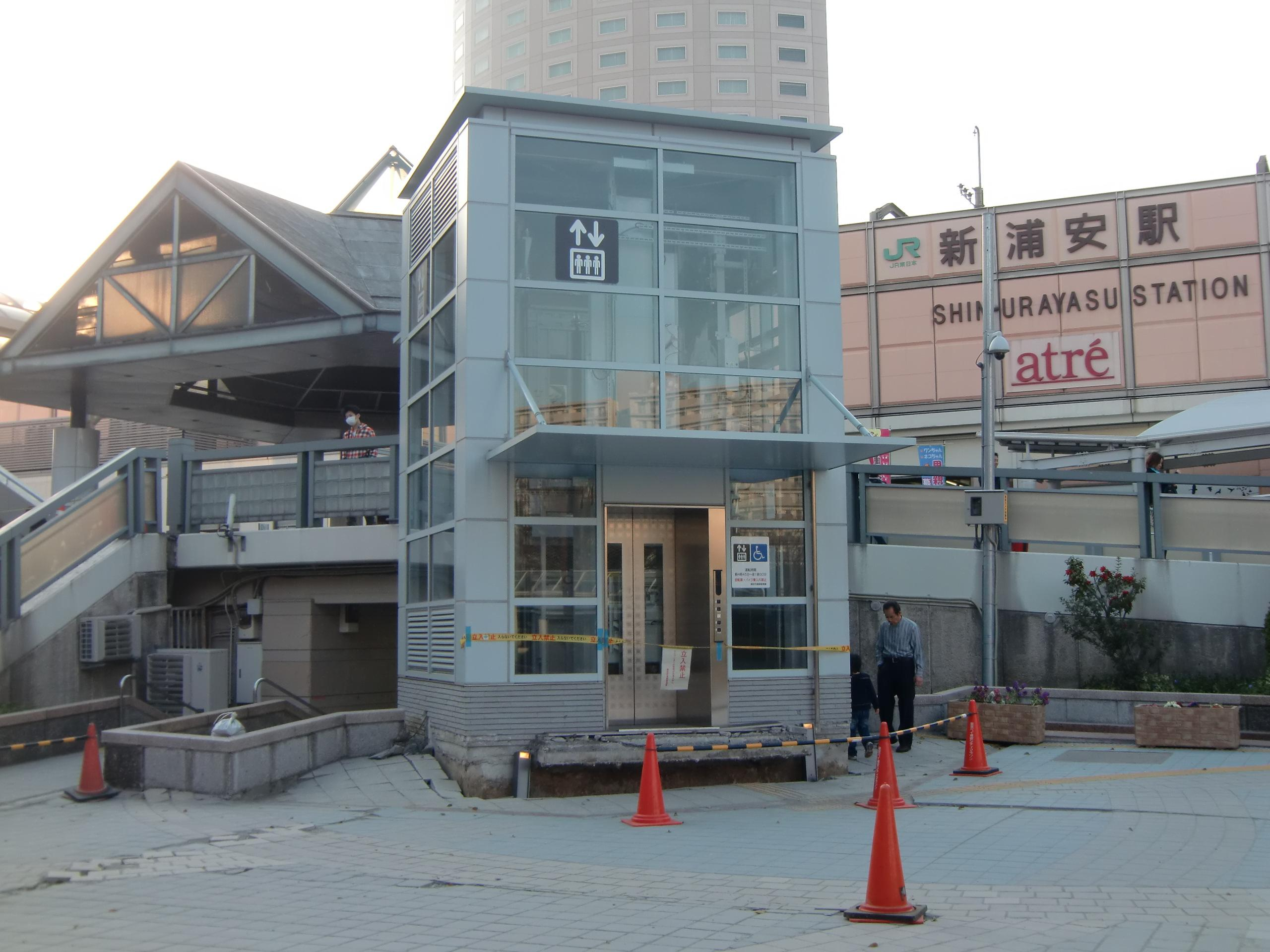
대지진 당시 신우라야스 역 엘리베이터 승강장에 대한 지반 침하와 토양 액화. 엘리베이터 입구 쪽이 내려앉은 것을 알 수 있다.현재는 복구된 상태이다.

## 인접역
| 동일본 여객철도 ■ 게이요 선 | 동일본 여객철도 ■ 게이요 선 | 동일본 여객철도 ■ 게이요 선 |
| --------------------------- | --------------------------- | --------------------------- |
| 마이하마 도쿄 방면          | 쾌속                        | 미나미후나바시 소가 방면    |
| 마이하마 도쿄 방면          | 각역정차                    | 이치카와시오하마 소가 방면  |